# Iaroslavka, Letîciv
Iaroslavka (în ucraineană Ярославка) este o comună în raionul Letîciv, regiunea Hmelnîțkîi, Ucraina, formată numai din satul de reședință.

## Demografie
Componența lingvistică a comunei Iaroslavka
     Ucraineană (98,95%)
     Rusă (1,05%)
Conform recensământului din 2001, majoritatea populației comunei Iaroslavka era vorbitoare de ucraineană (98,95%), existând în minoritate și vorbitori de rusă (1,05%).